# Nazlini, Arizona
Nazlini je naseljeno područje za statističke svrhe u američkoj saveznoj državi Arizona. Prema popisu stanovništva iz 2010. u njemu je živjelo 489 stanovnika.